# Haybes
Haybes – miejscowość i gmina we Francji, w regionie Grand Est, w departamencie Ardeny, nad rzeką Mozą.
Według danych na rok 1990 gminę zamieszkiwało 2071 osób, a gęstość zaludnienia wynosiła 74 osób/km².

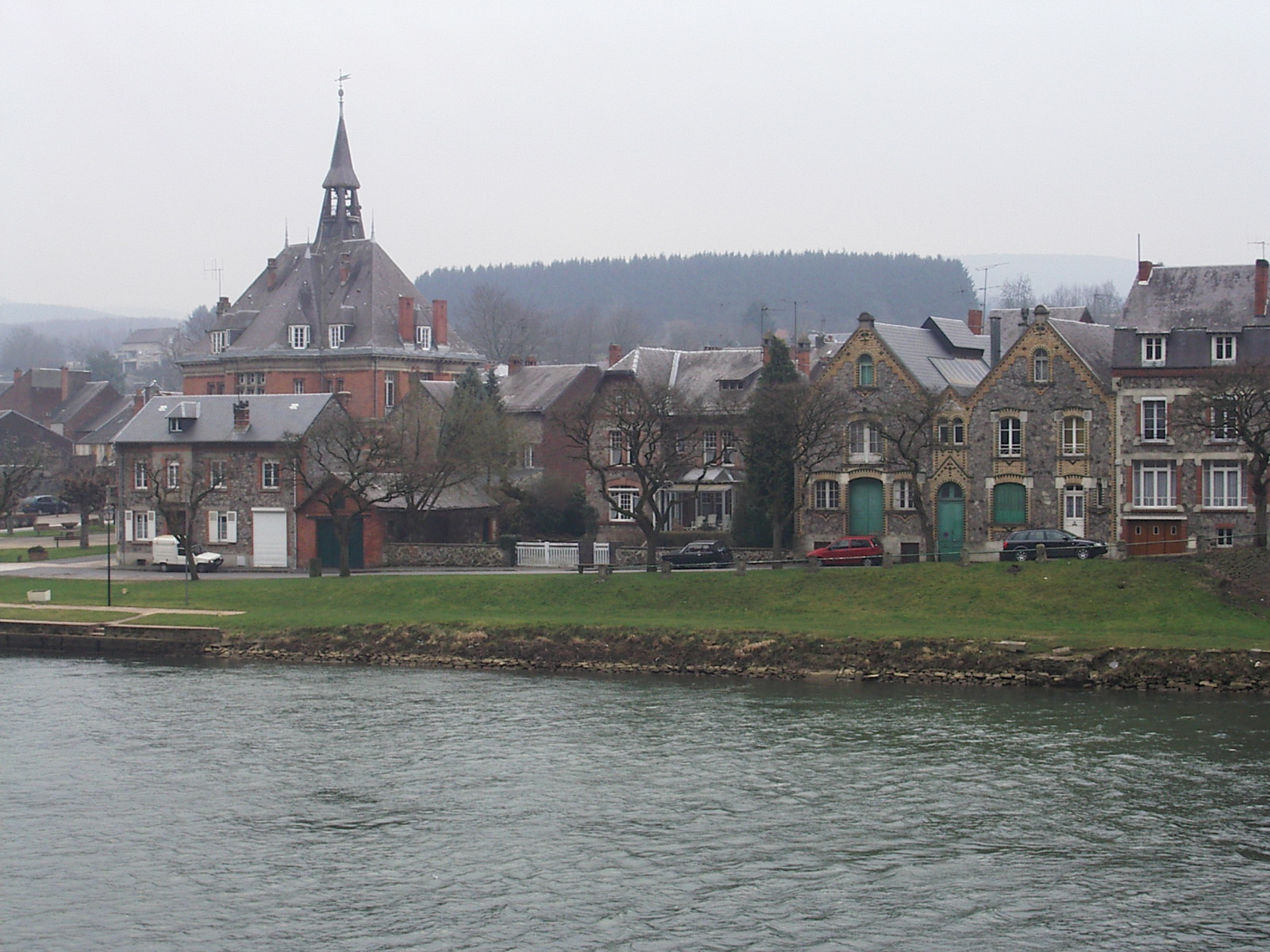
Haybes (2004)

## Populacja

Populacja Haybes w latach 1962–2008